# ピエール・ド・ラリヴェ2世
ピエール・ド・ラリヴェ2世（Pierre de Larivey le jeune, 1591年9月18日-1633年10月）は、17世紀フランスで人気を博した占星術師。彼の名を用いた暦書は彼の死後も連綿と刊行され続け、ノストラダムスやマチュー・ランスベールと並び、暦書の代表的なブランドの一つとして通用した。本名はピエール・パトリ (Pierre Patris) で、筆名は劇作家ピエール・ド・ラリヴェの甥に当たることに基づく。
ピエール・パトリは1591年にトロワで生まれた。未公刊の自身の手稿には1591年9月18日2時7分18秒に生まれたと記されているというが、これは確認のしようがない。母親が劇作家のラリヴェの姉妹と推測されており、著書では「ピエール・ド・ラリヴェ2世」を名乗っていた（「2世」はしばしば略されたので、おじのラリヴェと混同されることがある）。
彼は、小麦の計量官や印刷工としての職歴も積んでいたが、何より占星術師としてその名を知られた。おじのラリヴェも偽名を用いて占星術的な暦書を刊行していたが、そのおじの死（1619年）と前後するように活動を開始し、多くの著書を上梓した（後述を参照）。彼は1633年に暗殺されたが、事前にこれを予言していたとされる（他方で60歳まで生きるとも予言していたというが、こちらは外れた）。また、異説では、自身の死因を占った際に「魚の骨」と出たことを気にして、以降魚を食べることがなかったと伝えられている。

## ピエール・ド・ラリヴェ3世
ピエール・パトリの息子のピエール・パトリ2世（1622年5月25日-1708年4月15日）もピエール・ド・ラリヴェとして占星術的な暦書を刊行していた。ラリヴェ2世の死後出されたラリヴェ名義の暦書には、単なる偽作のほか、この3世のものが含まれていると思われる。ただし、明確にラリヴェ3世の著書と特定できるのは、彼の肖像画が掲載された『閏年1648年向けの日用大暦 Le Grand Almanach journalier pour l’an de grâce et de bissexte, Mil six cents quarante-huit 』のみである。

## 暦書
ラリヴェ2世名義の占星術的な暦は1618年から毎年のように上梓されていたというが、現在確認できる最初のものは『大予言付き1622年向けの暦 Almanach avec grandes prédictions pour l’année 1622 』である。以降、若干タイトルの異なるものも含め毎年のように出版された。1633年にはタイトルにティコ・ブラーエが加わり、『ティコ・ブラーエの計算に基づき算定され、ピエール・ド・ラリヴェによって解釈された1633年向けの占星術的観測あるいは暦 Observations astrologiques, ou Almanach pour l’An de notre Salut Mil six cents trente-trois...Supputé suivant le calcul de Tycho-Brahe & interprété ...par Pierre De-Larivey 』となった（このタイトルの暦は以降1645年向けまでほぼ毎年出された）。並行して閏年の1640年と1644年には『ティコ・ブラーエの計算に基づいて故ピエール・ド・ラリヴェによって算定された日用大暦 Le Grand Almanach journalier 』が刊行されている（同名の暦書は上記の通りラリヴェ3世によって1648年にも出されている）。
また、より長期の予言として、『1623年から1641年までの…19年間の予言と全般的占筮 Prédictions et pronostications généralles, pour dix-neuf ans』が上梓されている。これは、年代の異なるバージョンが何度も刊行された（「1623年から1641年まで」「1624年から1642年まで」「1625年から1643年まで」「1628年から1646年まで」「1630年から1648年まで」「1639年から1657年まで」「1642年から1660年まで」など）。
以上は全てトロワで出版されたものである（そのほとんどは青本の版元として知られるクロード・ブリダンが手掛けた）。しかし、彼の名を用いた暦書の出版はトロワにとどまらなかった。リヨンでは、『1627年向けの理想的な暦 La Perle des Almanachs pour l’an de grâce 1627』が刊行されたのを皮切りに、以降1688年まで断続的に暦書が刊行された。またポワチエでは『ピエール・ド・ラリヴェ2世師によって構成され、ジャン・プチとガルニエによって校訂された閏年1628年向けの暦』が、ルーアンでは『1640年から1648年までの…より記憶されるべき出来事の予言と占筮』が出版された。ほか、パリやニオールでも暦書が刊行されている。
1671年になると、マルセイユの出版業者クロード・ガルサンによって『ピエール・ド・ラリヴェ2世師による1671年向けの歴史的日用暦 Almanach journalier & historial (sic.) pour l’an de grâce 1671』が刊行されている。ガルサンは1673年にも類似の暦を出版した後、1695年に再び暦書を刊行した。この年以降1741年向けまで、マルセイユでは毎年のようにピエール・ド・ラリヴェ名義の暦が刊行されることになる。それからしばらくは（途中1770年代に数点刊行されたのを除いて）若干間が空くが、1811年以降再びマルセイユ、アヴィニョン、カルパントラなどで毎年のようにラリヴェ名義の暦が出されるようになり、それは1913年向けまで続いた。